# هويتفيل (أوهايو)
هويتفيل، أوهايو

هويتفيل (بالإنجليزية: Hoytville)‏ هي مدينة أمريكية تقع في ولاية أوهايو. تبلغ مساحة هذه المدينة 2 (كم²)،ويبلغ عدد سكانها 296 نسمة حسب إحصاء سنة 2010 م 296.تشير إحصاءات سنة 2000م بأن الكثافة السكانية في هذه المدينة تقدر بـ(153.6) نسمة/كم2 

## التركيبة السكانية
قام مكتب تعداد الولايات المتحدة بتحديد بيانات التركيبة السكانية لهويتفيل في تعداد الولايات المتحدة. في ما يلي، التركيبة السكانية حسب تعدادي 2000 و2010.

### تعداد عام 2000
بلغ عدد سكان هويتفيل 296 نسمة بحسب تعداد عام 2000، وبلغ عدد الأسر 90 أسرة وعدد العائلات 73 عائلة مقيمة في القرية. في حين سجلت الكثافة السكانية 397.9 نسمة لكل ميل مربع (153.6/كم2). وبلغ عدد الوحدات السكنية 100 وحدة بمتوسط كثافة قدره 134.4 نسمة لكل ميل مربع (51.9/كم2).
وتوزع التركيب العرقي للقرية بنسبة 82.43% من البيض و 1.35% من الأمريكيين ذوي الأصول الآسيوية و 1.69% من عرقين مختلطين أو أكثر.
بلغ عدد الأسر 90 أسرة كانت نسبة 52.2% منها لديها أطفال تحت سن الثامنة عشر تعيش معهم، وبلغت نسبة الأزواج القاطنين مع بعضهم البعض 62.2% من أصل المجموع الكلي للأسر، ونسبة 13.3% من الأسر كان لديها معيلات من الإناث دون وجود شريك، وكانت نسبة 17.8% من غير العائلات. تألفت نسبة 12.2% من أصل جميع الأسر من أفراد ونسبة 4.4% كانوا يعيش معهم شخص وحيد يبلغ من العمر 65 عاماً فما فوق. وبلغ متوسط حجم الأسرة المعيشية 3.62، أما متوسط حجم العائلات فبلغ 3.29.
بلغ العمر الوسطي للسكان 27 عاماً. وكانت نسبة 41.2% من القاطنين تحت سن الثامنة عشر، وكانت نسبة 4.7% بين الثامنة عشر والأربعة وعشرون عاماً، ونسبة 32.1% كانت واقعةً في الفئة العمرية ما بين الخامسة والعشرون حتى والأربعة وأربعون عاماً، ونسبة 12.8% كانت ما بين الخامسة والأربعون حتى الرابعة والستون، ونسبة 9.1% كانت ضمن فئة الخامسة والستون عاماً فما فوق. يوجد لكل 100 أنثى 89.7 ذكر، ويوجد لكل 100 أنثى في الثامنة عشر من عمرها فما فوق 97.7 ذكر.
بلغ متوسط دخل الأسرة في القرية 41,250 دولار، أما متوسط دخل العائلة فبلغ 39,000 دولار. وكان متوسط دخل الذكور 28,750 دولار مقابل 21,875 دولار للإناث. وسجل دخل الفرد الخاص بالقرية 13,642 دولار. وكانت نسبة 11.4% من العائلات ونسبة 10.7% من السكان تحت خط الفقر، وكان من هؤلاء نسبة 13.7% تحت سن الثامنة عشر ونسبة 23.8% في الخامسة والستين من العمر وما فوق.

### تعداد عام 2010
بلغ عدد سكان هويتفيل 303 نسمة بحسب تعداد عام 2010، وبلغ عدد الأسر 96 أسرة وعدد العائلات 77 عائلة مقيمة في القرية. في حين سجلت الكثافة السكانية 409.5 نسمة لكل ميل مربع (158.1/كم2). وبلغ عدد الوحدات السكنية 105 وحدة بمتوسط كثافة قدره 141.9 لكل ميل مربع (54.8/كم2).
وتوزع التركيب العرقي للقرية بنسبة 89.8% من البيض و 1.7% من الأمريكيين الأصليين و 0.7% من الأمريكيين ذوي الأصول الآسيوية و 1.3% من الأمريكيين الأفارقة و 1.3% من عرقين مختلطين أو أكثر.
بلغ عدد الأسر 96 أسرة كانت نسبة 50.0% منها لديها أطفال تحت سن الثامنة عشر تعيش معهم، وبلغت نسبة الأزواج القاطنين مع بعضهم البعض 52.1% من أصل المجموع الكلي للأسر، ونسبة 14.6% من الأسر كان لديها معيلات من الإناث دون وجود شريك، بينما كانت نسبة 13.5% من الأسر لديها معيلون من الذكور دون وجود شريكة وكانت نسبة 19.8% من غير العائلات. تألفت نسبة 15.6% من أصل جميع الأسر من أفراد ونسبة 6.3% كانوا يعيش معهم شخص وحيد يبلغ من العمر 65 عاماً فما فوق. وبلغ متوسط حجم الأسرة المعيشية 3.52، أما متوسط حجم العائلات فبلغ 3.16.
بلغ العمر الوسطي للسكان 33.8 عاماً. وكانت نسبة 33.3% من القاطنين تحت سن الثامنة عشر، وكانت نسبة 8.3% بين الثامنة عشر والأربعة وعشرون عاماً، ونسبة 25.1% كانت واقعةً في الفئة العمرية ما بين الخامسة والعشرون حتى والأربعة وأربعون عاماً، ونسبة 24.4% كانت ما بين الخامسة والأربعون حتى الرابعة والستون، ونسبة 8.9% كانت ضمن فئة الخامسة والستون عاماً فما فوق. وتوزع التركيب الجنسي للسكان بنسبة 50.2% ذكور و49.8% إناث.